# Успенська церква (П'ятигори)
Успе́нська це́рква — храм у селі П'ятигори, збудований у 1821 році. Пам'ятка архітектури національного значення.

## Архітектура

Архівне фото Успенської церкви

Розташована на пагорбі в центрі села. Цегляна, оштукатурена, однокупольна. Хрестова у плані — з напівкруглою абсидою. Середньохрестя перекрите восьмигранним куполом, приділи — склепіннями, зашитими дерев'яною стелею. В західній частині нефа розташовано хори.
В другій половині XIX століття із заходу прибудовано невеликий притвор. Стіни завершено розкрепованим карнизом, кути підкреслено пілястрами, рамена хреста увінчано трикутними фронтонами.
Під час новітньої реконструкції барабан купола обшили пластиком, що спотворило зовнішній вигляд пам'ятки.